# Recep Biler
Recep Biler (İzmir (Turkije), 8 mei 1981) is een Turkse voetballer, die onder contract staat bij Altay Izmir.

## Fenerbahçe-periode
Biler is een 193 centimeter lange doelman. Voordat Biler in de zomer van 2000 naar Fenerbahçe kwam, kwam hij uit voor Yeni Turgutluspor. Zijn debuut voor Fenerbahçe SK verliep niet bepaald florissant. Op 29 november 2000 viel hij de laatste zestien minuten van de bekerwedstrijd van Fenerbahçe tegen Siirt Jet-PA Spor in voor Rüştü Reçber. De keeper kreeg in die zestien minuten drie doelpunten tegen. 
Biler heeft in zijn periode bij Fenerbahçe in totaal achttien competitiewedstrijden gespeeld. Hij kreeg in die achttien wedstrijden twintig tegendoelpunten. 

## Carrière
- ??-2000: Yeni Turgutluspor
- 2000-2007: Fenerbahçe SK
  - 2005-2007: Karşıyaka SK (huur)
- 2007-2009: Hacettepe Spor Kulübü
- 2009-2010: Gaziantepspor
- 2010-2011: Manisaspor
- 2011-... : Altay Izmir